# ديك هايمان
ديك هايمان (بالإنجليزية: Dick Hyman)‏ هو عازف بيانو وملحن أمريكي، ولد في 8 مارس 1927 في نيويورك في الولايات المتحدة.

## وصلات خارجية
- ديك هايمان على موقع IMDb (الإنجليزية)
- ديك هايمان على موقع ميوزك برينز (الإنجليزية)
- ديك هايمان على موقع قاعدة بيانات برودواي على الإنترنت (الإنجليزية)
- ديك هايمان على موقع إن إن دي بي (الإنجليزية)
- ديك هايمان على موقع أول ميوزيك (الإنجليزية)
- ديك هايمان على موقع ديسكوغز (الإنجليزية)
- ديك هايمان على موقع قاعدة بيانات الفيلم (الإنجليزية)